# El Guayabal, Ázua
El Guayabal är en kommun i Dominikanska republiken.   Den ligger i provinsen Ázua, i den centrala delen av landet, 90 km väster om huvudstaden Santo Domingo. Antalet invånare i kommunen är cirka 5 300.